# Elizabeth Shoumatoff
Elizabeth Shoumatoff (em russo: Елизавета Николаевна Шуматова, née Avinoff; Carcóvia, 6 de outubro de 1888 — 30 de novembro de 1980) foi uma pintora norte-americana, famosa por pintar o Retrato Inacabado de Franklin D. Roosevelt. Outros retratos incluem o de Lyndon B. Johnson e Lady Bird Johnson.

## Início da vida
Shoumatoff nasceu em Carcóvia no dia 6 de outubro de 1888 no seio de uma família aristocrata, no que era na altura a Rússia Imperial. O seu irmão, Andrey Avinoff, era um aclamado entomologista e artista. Elizabeth Shoumatoff foi aos Estados Unidos com o seu marido Leo Shoumatoff em 1917 e decidiu ficar após a Revolução de Outubro. O casal assentou eventualmente em Long Island, Nova Iorque. Leo Shoumatoff morreu em 1928 (por afogamento).[carece de fontes?]

## Carreira
Seu talento como retratista rendeu-lhe comissões de algumas das famílias mais ilustres da América, Reino Unido e Europa. Teve clientes como Frick, du Pont, Mellon, Woodruff, a família Firestone, e também a família grão-ducal luxemburguesa. Shoumato assistiu a morte de Franklin D. Roosevelt em Warm Springs, quando ele sofreu uma hemorragia cerebral a 12 de abril de 1945. Quando ela estava trabalhando, ele disse "Tenho uma dor terrível na parte traseira da minha cabeça."

## Morte e legado
Elizabeth morreu em novembro de 1980, com 92 anos. Alguns dos seus trabalhos e materiais da última fase da sua vida encontram-se agora nos Arquivos de Arte Americana.